# Paso Potrero
Paso Potrero är en ort i Mexiko.   Den ligger i kommunen Pánuco och delstaten Veracruz, i den östra delen av landet, 300 km norr om huvudstaden Mexico City. Paso Potrero ligger 13 meter över havet och antalet invånare är 134.
Terrängen runt Paso Potrero är mycket platt. Runt Paso Potrero är det glesbefolkat, med 11 invånare per kvadratkilometer. Närmaste större samhälle är Pánuco, 7,6 km väster om Paso Potrero. Trakten runt Paso Potrero består till största delen av jordbruksmark.